# Valley Suns
I Valley Suns sono una squadra di pallacanestro della NBA G League affiliata ai Phoenix Suns della National Basketball Association. Con sede a Tempe, Arizona e creata ufficialmente il 14 febbraio 2024, la squadra gioca le partite casalinghe durante la stagione 2024-2025 alla Mullett Arena, nel campus dell'Arizona State University.

## Storia della franchigia

### Il contesto
Il 12 aprile 2016, i Phoenix Suns hanno annunciato di aver acquistato i Bakersfield Jam e che avrebbero trasferito la squadra a Prescott Valley, in Arizona, rinominando la squadra in Northern Arizona Suns. Il 29 luglio 2020, durante la pandemia di COVID-19, i Detroit Pistons hanno annunciato di aver acquistato il franchising dai Phoenix Suns (che all'epoca erano di proprietà di Robert Sarver) e che, dopo che la squadra Northern Arizona Suns ha saltato completamente la stagione 2020-2021, accorciata a causa della pandemia, avrebbero trasferito la nuova squadra a Detroit per giocare sotto la nuova denominazione di Motor City Cruise. Con la creazione della Rip City Remix, l'affiliata dei Portland Trail Blazers, prima dell'inizio della stagione 2023-2024, i Suns sono rimasti l'unica squadra senza un'affiliata nella G League. Tuttavia, mesi dopo che l'NBA aveva approvato la proprietà primaria dei Phoenix Suns a Mat Ishbia, dopo aver precedentemente sospeso Sarver per l'intera stagione NBA 2022-2023, Ishbia ha constatato che portare una nuova squadra nella G League per i Suns già a partire dalla stagione 2024-2025 sarebbe stata una priorità assoluta.

### Creazione
Il 14 febbraio 2024, i Phoenix Suns hanno annunciato di aver acquisito il diritto di possedere e gestire la loro nuova affiliata G League a Phoenix, segnando la prima volta che tutte le 30 squadre NBA hanno avuto affiliati G League. La squadra ha rivelato il suo nome, logo e arena il 22 maggio. Un draft di espansione si è tenuto il 13 giugno, dove i Suns hanno selezionato 14 giocatori di ritorno non protetti, con due di loro tra cui l'ex campione NBA Quinndary Weatherspoon e l'ex giocatore dei Phoenix Suns Théo Maledon.

### Gli inizi e i primi successi
Il 3 settembre, la G League ha annunciato il programma inaugurale dei Valley Suns, con la loro partita di apertura in trasferta l'8 novembre contro i Santa Cruz Warriors e il loro debutto in casa tre giorni dopo contro gli Stockton Kings come parte del nuovo torneo Tip-Off. Un giorno dopo, i Valley Suns fecero il loro primo scambio in assoluto scambiando una prima scelta del 2025 nel Draft NBA G League 2025 con i campioni in carica degli Oklahoma City Blue in cambio della guardia Jaden Shackelford. I Valley Suns avrebbero poi fatto altri tre scambi durante il mese di settembre e altri due scambi nel mese di ottobre, con due delle loro mosse che coinvolgevano gli Austin Spurs e altre due mosse che coinvolgevano anche gli Indiana Mad Ants, inclusa una che prevedeva uno scambio a sei squadre.
Durante la loro prima stagione di gioco, i Valley Suns hanno guidato l'intera West Division con un record di 10-4 per qualificarsi per il Tip-Off Tournament appena rinominato (precedentemente noto come Showcase Tournament). Tuttavia, la squadra dei Suns avrebbe vacillato come testa di serie numero 5 contro gli eventuali campioni del torneo, i Westchester Knicks, in quarta posizione, con una sconfitta per 127-119.

## Squadre NBA affiliate
I Valley Suns sono affiliati alle seguenti squadre NBA: i Phoenix Suns.

## Squadra attuale
| \| Pos. \| Num. \| Naz. \| Nome \| Altezza \| Peso \| Data nascita \| Provenienza \| \| ---- \| ---- \| ---- \| ---------------------- \| ------- \| ------ \| ------------ \| ------------ \| \| AP \| 15 \| \| Bridges, Jalen (TW) \| 203 cm \| 102 kg \| 14-05-2001 \| Baylor \| \| P \| 73 \| \| Carter III, Olin \| 191 cm \| 86 kg \| 12-11-1996 \| San Diego \| \| AG \| 25 \| \| Diakité, Mamadi \| 206 cm \| 103 kg \| 21-01-1997 \| Virginia \| \| P \| 12 \| \| Gillespie, Collin (TW) \| 185 cm \| 88 kg \| 25-06-1999 \| Villanova \| \| AG/C \| 4 \| \| Ighodaro, Oso (NBA) \| 213 cm \| 107 kg \| 14-07-2002 \| Marquette \| \| G \| 10 \| \| Johnson, Kaleb \| 198 cm \| 93 kg \| 21-11-1996 \| Georgetown \| \| AG \| 00 \| \| Samuel, Tyrese \| 208 cm \| 108 kg \| 10-03-2000 \| Florida \| \| P/G \| 23 \| \| Shackelford, Jaden \| 191 cm \| 91 kg \| 14-02-2001 \| Alabama \| \| G \| 37 \| \| Stanley, Cassius \| 196 cm \| 86 kg \| 18-08-1999 \| Duke \| \| P \| 11 \| \| Stockton, David \| 180 cm \| 78 kg \| 24-06-1991 \| Gonzaga \| \| P \| 22 \| \| Washington, Eric \| 178 cm \| 81 kg \| 23-06-1993 \| Miami (OH) \| \| P \| 14 \| \| Washington, TyTy (TW) \| 191 cm \| 88 kg \| 15-11-2001 \| Kentucky \| \| G/AP \| 8 \| \| Watson, Paul (TW) \| 198 cm \| 95 kg \| 30-12-1994 \| Fresno State \| \| AP \| 17 \| \| Wood, Moses \| 203 cm \| 95 kg \| 03-03-1999 \| Washington \| | Allenatore - John Little Assistente/i - Jordan Ash - Paul Jesperson - Ben Sanders Legenda - (C) Capitano - (FA) Free agent - (S) Sospeso - (DP) Scelta non firmata - (NBA) Assegnato da squadra NBA affiliata - (TW) Contratto Two-way - Infortunato Roster · Ultima transazione: 28 gennaio 2025 |                                           |                        |         |        |              |              |
| Pos. | Num. | Naz.                                      | Nome                   | Altezza | Peso   | Data nascita | Provenienza  |
| AP | 15 | Stati Uniti (bandiera)                    | Bridges, Jalen (TW)    | 203 cm  | 102 kg | 14-05-2001   | Baylor       |
| P | 73 | Stati Uniti (bandiera)                    | Carter III, Olin       | 191 cm  | 86 kg  | 12-11-1996   | San Diego    |
| AG | 25 | Guinea (bandiera)                         | Diakité, Mamadi        | 206 cm  | 103 kg | 21-01-1997   | Virginia     |
| P | 12 | Stati Uniti (bandiera)                    | Gillespie, Collin (TW) | 185 cm  | 88 kg  | 25-06-1999   | Villanova    |
| AG/C | 4 | Stati Uniti (bandiera)                    | Ighodaro, Oso (NBA)    | 213 cm  | 107 kg | 14-07-2002   | Marquette    |
| G | 10 | Stati Uniti (bandiera)                    | Johnson, Kaleb         | 198 cm  | 93 kg  | 21-11-1996   | Georgetown   |
| AG | 00 | Canada (bandiera)                         | Samuel, Tyrese         | 208 cm  | 108 kg | 10-03-2000   | Florida      |
| P/G | 23 | Stati Uniti (bandiera)                    | Shackelford, Jaden     | 191 cm  | 91 kg  | 14-02-2001   | Alabama      |
| G | 37 | Stati Uniti (bandiera)                    | Stanley, Cassius       | 196 cm  | 86 kg  | 18-08-1999   | Duke         |
| P | 11 | Stati Uniti (bandiera)                    | Stockton, David        | 180 cm  | 78 kg  | 24-06-1991   | Gonzaga      |
| P | 22 | Stati Uniti (bandiera) · Malta (bandiera) | Washington, Eric       | 178 cm  | 81 kg  | 23-06-1993   | Miami (OH)   |
| P | 14 | Stati Uniti (bandiera)                    | Washington, TyTy (TW)  | 191 cm  | 88 kg  | 15-11-2001   | Kentucky     |
| G/AP | 8 | Stati Uniti (bandiera)                    | Watson, Paul (TW)      | 198 cm  | 95 kg  | 30-12-1994   | Fresno State |
| AP | 17 | Stati Uniti (bandiera)                    | Wood, Moses            | 203 cm  | 95 kg  | 03-03-1999   | Washington   |

## Record stagione per stagione
| Valley Suns    |         |
|                | Western |
| Regular season |         |
| Play-off       |         |